# Pontiac Aztek
Der Pontiac Aztek ist ein Crossover-SUV, das der US-amerikanische Automobilhersteller General-Motors unter der Automobilmarke Pontiac von 2001 bis 2005 anbot.

## Modellgeschichte

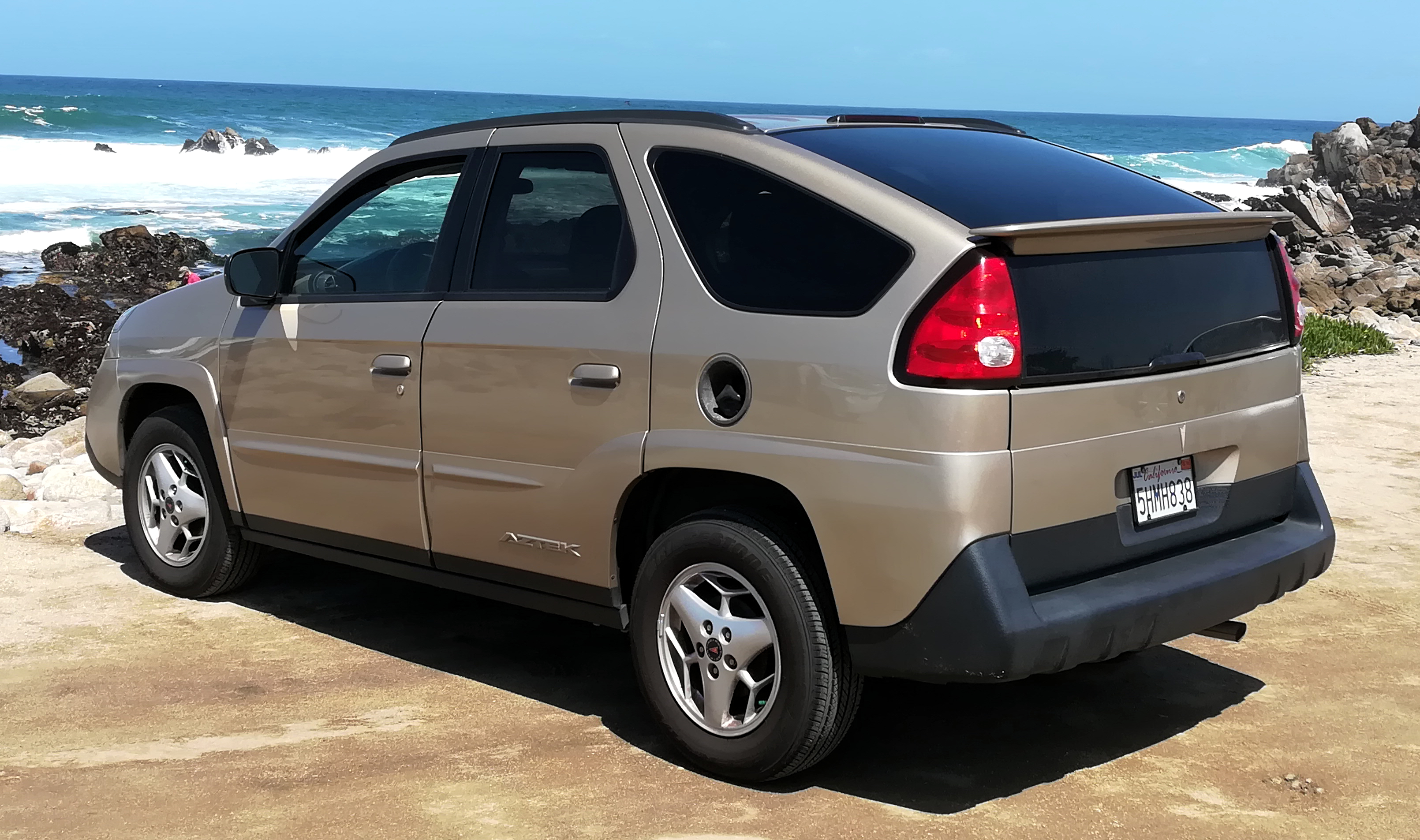
Heckansicht

Der Pontiac Aztek basierte auf der 1999 gezeigten Designstudie gleichen Namens.
Die Serienversion wurde zum Modelljahr 2001 eingeführt und erregte durch ihr ungewöhnliches Design Aufsehen. Sie wurde zusammen mit dem auch auf der verkürzten GM U-Plattform aufgebauten Buick Rendezvous im General-Motors-Werk Ramos Arizpe (Mexico) produziert.

## Zum Fahrzeug
Zur Auswahl standen ein Basis-Aztek und der Aztek GT, beide wahlweise mit Frontantrieb oder Allradantrieb erhältlich; das allradgetriebene Modell hatte hinten eine Einzelradaufhängung, das Basismodell eine Starrachse. Angetrieben wurde der Aztek von einem 3,4 Liter großen V6-Ottomotor, der seine Kraft über eine elektronisch gesteuerte Viergang-Automatik übertrug.
Zum Modelljahr 2002 wurden die Kunststoffpaneele an der Karosserie nicht mehr geriffelt, sondern glatt gestaltet und in Wagenfarbe lackiert, die vorderen Blinkleuchten erhielten Klarglasabdeckungen und die Glasheckklappe erhielt eine aufgesetzte Abrisskante (Spoiler).
2003 erschien der Aztek Rally Edition mit vorne tiefergelegter Karosserie, einem größeren Heckspoiler, Kühlergrill in Wagenfarbe und verchromten 17-Zoll-Rädern. Neue Extras umfassten einen DVD-Spieler, ein XM-Satellitenradio und ein Reifendruckkontrollsystem.
Ab 2004 stand gegen Aufpreis ein CD-/MP3-Spieler zur Verfügung.
Bei einer Umfrage der britischen Tageszeitung Daily Telegraph im August 2008 wurden die Leser nach den einhundert hässlichsten Autos aller Zeiten befragt; dabei errang der Pontiac Aztek den ersten Platz. Spiegel Online wählte ihn im Februar 2009 zu einem der 10 hässlichsten Autos aller Zeiten.

### Technische Daten
| Motor                           | 3.4                |
| Zylinderzahl                    | V6                 |
| Hubraum (cm³)                   | 3350               |
| Max. Leistung (kW/PS)           | 138/188 bei 5200   |
| Max. Drehmoment (Nm)            | 285 bei 4000       |
| Höchstgeschwindigkeit (km/h)    | 180                |
| Getriebe (Serienmäßig)          | 4 Stufen-Automatik |
| Beschleunigung (0–100 km/h)     | 11,0 s             |
| Verbrauch kombiniert (l/100 km) | 9,0–13,0 L         |
| Tankinhalt                      | 68 l               |

## Aztek-Produktion
| Modelljahr | Aztek-Produktion                |
| ---------- | ------------------------------- |
| 2001       | 27.322                          |
| 2002       | 27.728 (+1,5 % gegenüber 2001)  |
| 2003       | 26.928 (−2,9 % gegenüber 2002)  |
| 2004       | 22.696 (−15,7 % gegenüber 2003) |
| 2005       | 10.648 (−53,1 % gegenüber 2004) |

## Sonstiges
- Die Hauptfigur Walter White (dargestellt von Bryan Cranston) der amerikanischen TV-Serie Breaking Bad fährt einen Pontiac Aztek. Dieser Wagen ist in nahezu jeder Episode zu sehen und wird im Laufe der Handlung mehrmals beschädigt, einem Running Gag ähnlich geht zum Beispiel die Frontscheibe mehrmals zu Bruch.
- In der Fernsehserie Dark Angel fährt die Hauptfigur Logan Cale ebenfalls einen Aztek.